# Manuel Correia Arzão
Manuel Correia Arzão foi um paulista de família ilustre. Teve importante papel na descoberta do ouro do Rio do Peixe e do sertão do Serro Frio, em Minas Gerais. Seu parente Antônio Rodrigues de Arzão em 1693 partiu de Taubaté à procura do Itacolomi (referencial dos bandeirantes) marchando para a serra do Guarapiranga, com o objetivo de aprisionar índios, avistando a então Serra dos Arrepiados, que lhes pareceram mais próximas que realmente estavam, descendo em sua direção, alcançou o rio Piranga, onde vagavam alguns índios da nação Puri, que lhes deram notícias da existência de ouro na região e os guiaram até a Serra dos Arrepiados. Tal expedição ficou marcada na história de Minas Gerais como a que teve registro oficial do primeiro ouro.
Carta Patente de 6 de fevereiro de 1711 investiu Garcia Rodrigues Pais, filho de Fernão Dias, o famoso bandeirante, de poderes absolutos com jurisdição de regente do distrito do Serro Frio para por sua passagem sossegar os tumultos e desordens sanguinolentas em que se empenhavam o coronel Manuel Correia Arzão e Geraldo Domingues pela posse do rio do Peixe.
Mais tarde, o governador D. Brás Baltasar da Silveira daria uma carta patente em 17 de abril de 1714, estando na vila do Carmo, em que depois do prólogo habitual diz: « Faço saber (etc.) que tendo consideração aos merecimentos, nobreza e mais requisitos que concorrem na pessoa de Manuel Correia Arzão e ser um dos primeiros descobridores do sertão do Serro do Frio, tendo servido naquele distrito em tudo quanto se lhe encarregou com grande acerto e satisfação, e confiar dele que com a mesma maneira procederá daqui em diante, hei por bem de nomear e prover no posto de capitão-mor das ordenanças da Vila Nova do Príncipe e seu distrito para servir por tempo de três 3 anos, se no entanto eu o houver por bem e Sua Majestade não mandar o contrario, e por esta o hei por empossado no dito posto com o qual gozará d todas as honras, privilégios, isenções e liberdades que por ele lhe pertencerem, e ordeno a todos os oficiais e soldados das Ordenanças o conheçam por seu capitão mor e como tal lhe obedeçam e cumprão suas ordens assim por escrito como de palavra tão pontualmente como devem e são obrigados e para firmeza de tudo lhe mandei dar esta patente por mim assinada e selada com o sinete de minhas armas que se cumprirá tão inteiramente como nela se contem registrando-se nos Livros da secretaria deste Gov e nos da câmara da dita vila».
Depois, em junho, mais outro documento em que o governador diz: «Dada a grande satisfação com que está Manoel Correia Arzão exercitando o posto de capitão mor do distrito de Vila Nova do Príncipe, hei por bem promovê-lo ao de "Governador da Vila Nova do Príncipe e seu distrito e dos novos descobrimentos com toda a sua dependência». Assim, Arzão teve papel destacado na comarca do Serro.